# جون بارتون (رجل أعمال)
جون بارتون (بالإنجليزية: John Barton)‏ هو شخصية أعمال بريطاني، ولد في 23 أغسطس 1944 في لاهور في باكستان.